# Vadim Bolohan
Vadim Bolohan est un footballeur international moldave, né le 15 août 1986 à Sîngerei. Il évolue au poste de stoppeur au Milsami Orhei.

## Palmarès
- Coupe de Moldavie : 2018